# Jean-Baptiste Arban

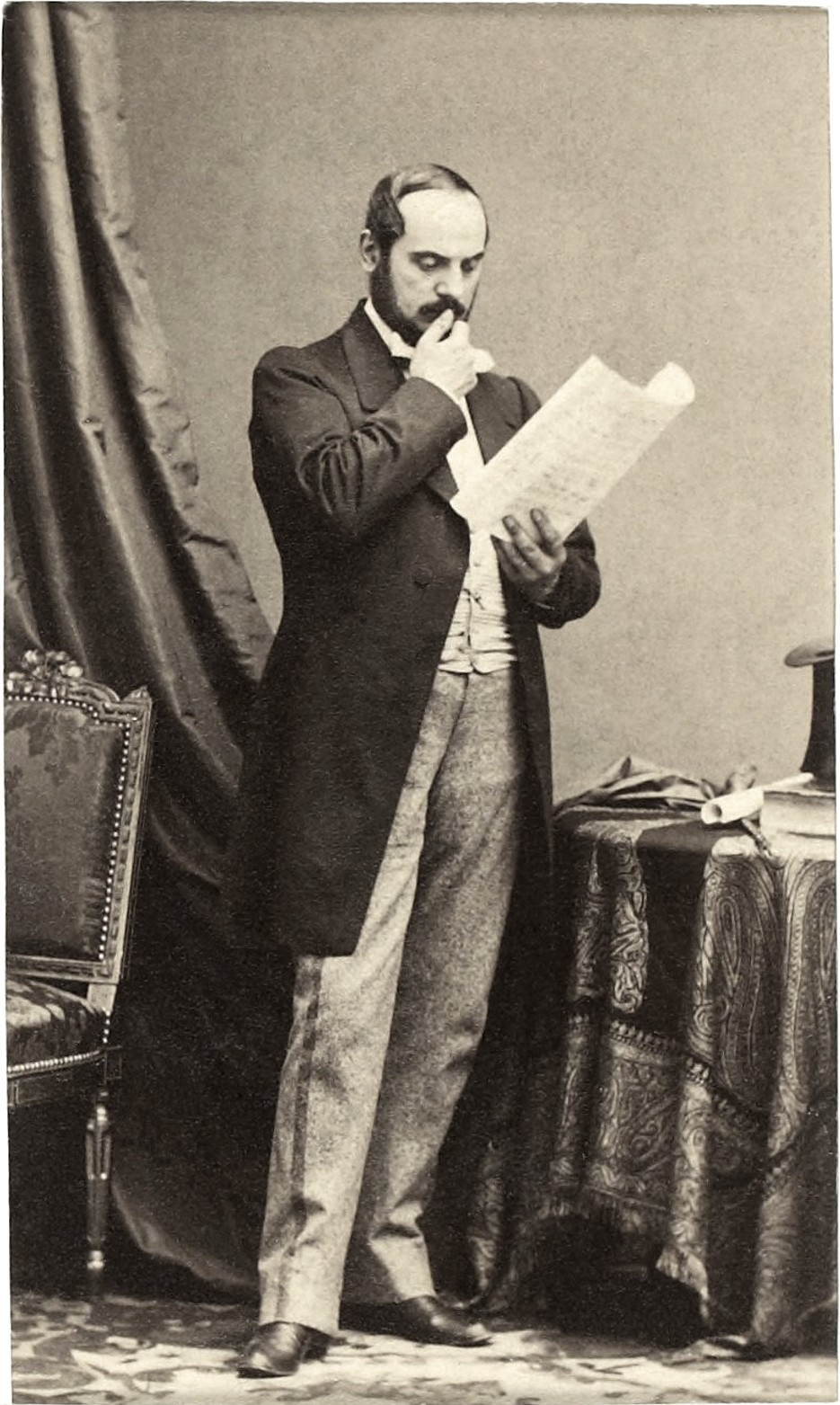
Jean-Baptiste Arban
gefotografeert door: André-Adolphe-Eugène Disdéri (1819–1889)

Joseph Jean-Baptiste Laurent Arban (Lyon, 28 februari 1825 - Parijs, 8 april 1889) was een Franse componist, muziekpedagoog en kornettist.

## Levensloop
Als klein jongetje was hij al voortdurend geïnteresseerd in de muziek, in het bijzonder in militaire orkesten. Nadat hij een cursus muziektheorie gevolgd had, legde hij zich toe op de kornet (Frans: Cornet à Piston) als zijn studie-instrument. Zijn studie volgde hij aan het conservatorium te Parijs van 1841 tot 1845.
Hij werd in 1857 aangenomen als Saxhoorn-Instructeur aan het Gymnase de Militaire in Parijs, toen de enige militaire muziekschool in Frankrijk. Het instrument wat hem de hoge positie verschafte, de Cornet à Piston, was in 1842 door Adolphe Sax ontwikkeld. In 1864, toen hij zijn intussen wereldberoemde methode La grande méthode complète de cornet à piston et de saxhorn par Arban voor het eerst publiceerde, was hij al tot professor aan het Gymnase de Militaire benoemd. In 1869 werd hij professor voor Cornet à Piston aan het Conservatoire national supérieur de musique te Parijs. Gezien het feit dat de kornet in zijn tijd een nieuwe uitvinding was mogen we stellen dat hij een groot voorvechter en pionier op dit instrument was.
Naast de boven genoemde methode heeft hij als componist verschillende werken voor trompet of kornet geschreven, die alle van de uitvoerenden grote virtuositeit verlangen.

## Composities

### Instrumentale werken (voorCornet à Piston)
- Caprice et Variations
- Cavatine et Variations
- Etude characterisique no 1
- Fantasie
- Fantaisie Brillante over thema's uit Giuseppe Verdi's "Don Carlos"
- Fantaisie brillante sur des motifs de "La Cenerentola" van Gioacchino Rossini, cornet à piston en piano
- Fantaisie et Variations sur "Actéon"
- Fantaisie et Variations sur un Thème Allemand
- Fantaisie et Variations sur "La fille de Madame Angot" Quadrille van Charles Lecocq
- Thema et variations sur "Le Carnaval de Venise"
- Fantaisie et Variations sur une Cavatine de Vincenzo Bellini
- Fantaisie sur la Favorite van Giuseppe Verdi, voor cornet à piston en piano
- Variations sur La Norma de Vincenzo Bellini
- Variations sur une Tyrolienne
- Variations sur le Petit Suisse
- Variations sur un Thème favori de Carl Maria von Weber
- Variations sur "Vois-tu la neige qui brille?"
- Variations sur Themes de Giuseppe Verdi "La Traviata"

## Pedagogische werken
- La grande méthode complète de cornet à piston et de saxhorn

- Biblioteca Nacional de España: XX835101
- Bibliothèque nationale de France: cb14793403n (data)
- CiNii: DA12086353
- Gemeinsame Normdatei: 11936610X
- International Standard Name Identifier: 0000 0001 0880 3666
- Library of Congress Control Number: n82144210
- Nationale Bibliotheek van Letland: 000038701
- MusicBrainz: e95420ca-d8f4-46f5-be41-95337f421b07
- Bibliotheek van het Japanse parlement: 001178281
- Nationale Bibliotheek van Tsjechië: mzk2003202951
- Nationale Bibliotheek van Israël: 987007422251405171
- Nederlandse Thesaurus van Auteursnamen: 10262223X
- Istituto Centrale per il Catalogo Unico: LO1V159028
- SNAC: w65f30j5
- Système universitaire de documentation: 15491441X
- Trove: 931302
- Virtual International Authority File: 24865741
- WorldCat: E39PBJmHHbjDgCRFQVG996VXBP